# アルテミス犬舎
アルテミス犬舎は、神奈川県の犬のブリーダー。ニンテンドーDS用ゲームソフト「nintendogs」のモデルとなった。ミニチュアダックスフントのジャパンケネルクラブチャンピオン犬（リック）がいる。

## 主な受賞犬
ダータン（牡）
JKC.CH.　ジャパンケネルクラブ（JKC）チャンピオン
BRAMVER'S ARTEMIS DARTAN（米国準外産）
タルガース（牡）
AM.CH.　アメリカンケネルクラブ（AKC）チャンピオン
CAN.CH.　カナディアンケネルクラブ（CKC）チャンピオン
MINEGOLD TALGARTH（米国外産）
ルシファー（牡）
ENG.CH.　英国ケネルクラブ（KC）チャンピオン
BRAMERITA LUCIFER（英国外産）